# (31495) Sarahgalvin
1999 CR60 (asteroide 31495) é um asteroide da cintura principal. Possui uma excentricidade de 0.12156950 e uma inclinação de 2.27680º.
Este asteroide foi descoberto no dia 12 de fevereiro de 1999 por LINEAR em Socorro.